# Eruption (britische Band)
Eruption war eine populäre britische Disco- und R&B-Band, die in den späten 1970er und frühen 1980er Jahren ihre größten Erfolge hatte.

## Bandgeschichte
Greg „Big G“ Perrineau gründete die Band 1969 in London zunächst als Schulband mit dem Namen Silent Eruption. Die Bandmitglieder waren neben dem Gründer (Gitarre): Morgan Perrineau (Bass), Gerry Williams (Keyboard), Lindell Leslie (Leadgesang) und Eric Kingsley (Schlagzeug). Sie traten in zahlreichen Londoner Clubs auf. Greg Perrineau kürzte den Bandnamen auf Eruption. Precious Wilson kam im Jahre 1974 als Backingsängerin dazu. In jenem Jahr gewann die junge Band mit Lindell Leslie als Leadsänger den RCA Soul Search Contest und brachte ihre erste Single Let Me Take You Back in Time in Umlauf. Danach löste Precious Wilson Lindell Leslie als Leadsängerin ab.
1977 trat die Band erst als Begleitband und Vorgruppe für Boney M auf, später produzierte Frank Farian die Band bei Hansa Records in Berlin. Ihre erste weltbekannte Single, eine Coverversion von I Can't Stand the Rain, geschrieben von Ann Peebles, Don Bryant und Bernard Miller, stieg Anfang 1978 in der britischen Hitparade bis auf Platz 5, in Deutschland Platz 7. In den amerikanischen Billboard Hot 100 erreichte die Single Platz 18. Ein Jahr später schaffte es ihre Discoversion des Neil-Sedaka-Songs One Way Ticket (To the Blues) ebenfalls in die Charts. 1979 verließ Leadsängerin Precious Wilson die Band, um eine Solokarriere zu starten. Sie wurde kurzzeitig durch die Sängerin Kim Davies ersetzt.
Seit 1980 ist Jayne James die Leadsängerin, mit ihr folgten Hits wie Go Johnnie Go, Call My Name, You (You Are My Soul) und Runaway. 1981 trennte sich Eruption von Farian und wurde von Ralph Siegel produziert. 1983/84 nahm die Plattenfirma Italo Heat die Band unter Vertrag und brachte die Single Where Do I Begin heraus. Eruption blieb bis Mitte der 1980er Jahre in dieser Besetzung aktiv, danach folgten Shows in kleinerer Besetzung mit den drei Originalmitgliedern Jayne James, Gerry Williams und Greg Perrineau. Die Gruppe war auch danach aktiv und hatte z. B. 2003 einen Auftritt in der Sat.1-Sendung Die Hit-Giganten.

## Diskografie

### Alben
| Jahr | Titel    | Höchstplatzierung, Gesamtwochen, AuszeichnungChartplatzierungen (Jahr, Titel, Platzierungen, Wochen, Auszeichnungen, Anmerkungen) | Höchstplatzierung, Gesamtwochen, AuszeichnungChartplatzierungen (Jahr, Titel, Platzierungen, Wochen, Auszeichnungen, Anmerkungen) | Anmerkungen                         |
| Jahr | Titel    | US | R&B | Anmerkungen                         |
| ---- | -------- | --- | --- | ----------------------------------- |
| 1978 | Eruption | US133 (13 Wo.)US | R&B44 (7 Wo.)R&B | Erstveröffentlichung: Dezember 1977 |

Weitere Studioalben
- 1979: Leave a Light
- 1980: Fight Fight Fight
- 1983: Our Way

### Kompilationen
- 1981: The Best of Eruption
- 1994: Gold 20 Superhits
- 1995: I Can’t Stand the Rain
- 2006: Greatest Hits

### Singles
| Jahr | Titel Album                                                   | Höchstplatzierung, Gesamtwochen, AuszeichnungChartplatzierungen (Jahr, Titel, Album, Platzierungen, Wochen, Auszeichnungen, Anmerkungen) | Höchstplatzierung, Gesamtwochen, AuszeichnungChartplatzierungen (Jahr, Titel, Album, Platzierungen, Wochen, Auszeichnungen, Anmerkungen) | Höchstplatzierung, Gesamtwochen, AuszeichnungChartplatzierungen (Jahr, Titel, Album, Platzierungen, Wochen, Auszeichnungen, Anmerkungen) | Höchstplatzierung, Gesamtwochen, AuszeichnungChartplatzierungen (Jahr, Titel, Album, Platzierungen, Wochen, Auszeichnungen, Anmerkungen) | Höchstplatzierung, Gesamtwochen, AuszeichnungChartplatzierungen (Jahr, Titel, Album, Platzierungen, Wochen, Auszeichnungen, Anmerkungen) | Höchstplatzierung, Gesamtwochen, AuszeichnungChartplatzierungen (Jahr, Titel, Album, Platzierungen, Wochen, Auszeichnungen, Anmerkungen) | Höchstplatzierung, Gesamtwochen, AuszeichnungChartplatzierungen (Jahr, Titel, Album, Platzierungen, Wochen, Auszeichnungen, Anmerkungen) | Anmerkungen                                                                     |
| Jahr | Titel Album                                                   | DE | AT | CH | UK | US | R&B | Dance | Anmerkungen                                                                     |
| ---- | ------------------------------------------------------------- | --- | --- | --- | --- | --- | --- | --- | ------------------------------------------------------------------------------- |
| 1978 | I Can’t Stand the Rain Eruption                               | DE7 (31 Wo.)DE | AT4 (16 Wo.)AT | CH8 (8 Wo.)CH | UK5 Silber · (11 Wo.)UK | US18 (22 Wo.)US | R&B30 (13 Wo.)R&B | Dance6 (18 Wo.)Dance | Erstveröffentlichung: 23. Januar 1978 Verkäufe: + 700.000 feat. Precious Wilson |
| 1978 | Leave a Light (I’ll Keep My Light in My Window) Leave a Light | DE43 (3 Wo.)DE | — | — | — | — | — | — | Erstveröffentlichung: Oktober 1978                                              |
| 1979 | One Way Ticket Leave a Light                                  | DE7 (25 Wo.)DE | AT1 (28 Wo.)AT | CH1 (15 Wo.)CH | UK9 Silber · (10 Wo.)UK | — | — | Dance30 (14 Wo.)Dance | Erstveröffentlichung: 19. März 1979 Verkäufe: + 700.000                         |
| 1980 | Go Johnnie Go (Keep On Walking, John B) Fight Fight Fight     | DE8 (28 Wo.)DE | AT12 (8 Wo.)AT | CH10 (7 Wo.)CH | — | — | — | — | Erstveröffentlichung: 31. März 1980                                             |
| 1981 | Runaway The Best of Eruption                                  | DE21 (18 Wo.)DE | — | — | — | — | — | — | Erstveröffentlichung: Dezember 1980                                             |
| 1981 | You (You Are My Soul) The Best of Eruption                    | DE65 (5 Wo.)DE | — | — | — | — | — | — | Erstveröffentlichung: August 1981                                               |

Weitere Singles
- 1975: Let Me Take You Back in Time
- 1977: Party, Party
- 1978: Love Is a Feelin’ (feat. Precious Wilson)
- 1981: In a 1000 Years
- 1982: Up and Away
- 1982: Joy to the World
- 1983: I Can’t Help Myself
- 1983: Sophisticated Lady
- 1985: Where Do I Begin
- 1988: I Can’t Stand the Rain 88 (feat. Precious Wilson)

## Auszeichnungen für Musikverkäufe
| Goldene Schallplatte - Frankreich - 1978: für die Single I Can’t Stand the Rain - 1979: für die Single One Way Ticket - Hongkong - 1980: für das Album Leave a Light |

Anmerkung: Auszeichnungen in Ländern aus den Charttabellen bzw. Chartboxen sind in ebendiesen zu finden.
| Land/RegionAuszeichnungen für Musikverkäufe (Land/Region, Auszeichnungen, Verkäufe, Quellen) | Silber     | Gold     | Platin | Verkäufe  | Quellen     |
| -------------------------------------------------------------------------------------------- | ---------- | -------- | ------ | --------- | ----------- |
| Frankreich (SNEP)                                                                            | —          | 2× Gold2 | —      | 1.000.000 | infodisc.fr |
| Hongkong (IFPI/HKRIA)                                                                        | —          | Gold1    | —      | 10.000    | ifpihk.org  |
| Vereinigtes Königreich (BPI)                                                                 | 2× Silber2 | —        | —      | 400.000   | bpi.co.uk   |
| Insgesamt                                                                                    | 2× Silber2 | 3× Gold3 | —      |           |             |